# Mantra (Hyst)
Mantra è il terzo album in studio del rapper Hyst pseudonimo di Taiyo Yamanouchi pubblicato il 23 maggio 2014 dalla Macro Beats.

| Recensione     | Giudizio |
| -------------- | -------- |
| RapBurger      |          |
| Impatto Sonoro |          |

## Tracce
1. Adesso scrivo
2. Adesso parlo
3. Hi-Fi
4. Quando è finita
5. Essere o non essere (feat. Musteeno e Willie Peyote)
6. Non mi tengo niente
7. L'arte di essere felici
8. Fuck your party (feat. Jesto e Egreen)
9. Smettiamo un po'
10. Anthem (feat. Kiave e Mistaman)
11. Sempre
12. Cassandra